# Jonas Darnell
Jonas Darnell, född 26 april 1964, är en svensk serietecknare. Han tecknar bland annat serien Herman Hedning och har även gjort flera skivomslag, bland annat till  norska bandet Trollfests album Villanden. Darnell är helt självlärd som tecknare. Han är son till Arne Darnell.

## Serier av Jonas Darnell
- 1985 - 91:an (En av många 91:an-tecknare)
- 1986 - Traskens, publicerad i Svenska Serier
- 1986 - James Hund tecknad av Patrik Norrman, publicerad i Svenska Serier, DN. och Bacon & Ägg
- 1988 - Herman Hedning, publicerad i Fantomen och Herman Hedning
- 1993 - Werner Warhead, publicerad i Interface och Herman Hedning
- 1995 - Kodnamn Cordon Bleu, publicerad i Bacon & Ägg
- 1996 - Röde Hund skriven av Henrik Nilsson (senare Brandendorff), publicerad i Bacon & Ägg
- 1997 - Den store Ondini skriven av Henrik Brandendorff, publicerad i Bacon & Ägg

## Böcker
- Herman Hedning & Co: Kaos i dumskallefabriken: 16,66 år av konflikter, kakafoni och krångel!  (ISBN 91-7269-661-3)